# Bruno le Chartreux
Pour les articles homonymes, voir Bruno, Saint Bruno, Saint-Bruno et Bruno de Cologne.
Bruno le Chartreux, appelé aussi Bruno de Cologne ou Bruno de Reims, né à Cologne vers 1030, mort le 6 octobre 1101 à l'ermitage de la Torre, aujourd'hui chartreuse de Serra San Bruno en Calabre (Italie), est un saint catholique fondateur de l'ordre des Chartreux. Son culte dans l'Église universelle est autorisé le 19 juillet 1514 lorsque le pape Léon X accorde oralement sa béatification, tandis que le pape Grégoire XV introduit la fête de saint Bruno au Missel romain le 17 février 1623.

## Sources biographiques

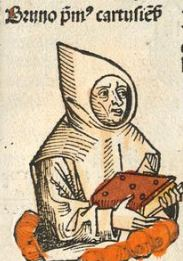
Bruno le premier Chartreux, Chronique de Nuremberg, 1493, p. 460.

Les sources concernant la vie de Bruno sont rares et lacunaires. Cette carence a donné lieu à une abondante littérature hagiographique sans valeur critique. Sa légende, représentée en vingt-deux tableaux par Le Sueur, ornait le cloître des Chartreux de Paris ; ils se trouvent désormais au musée du Louvre. Au milieu du XXe siècle, les travaux de première main du chartreux Dom Maurice Laporte, ainsi que ceux de Bernard Bligny, ont ouvert la voie à une nouvelle hagiographie, plus dépouillée et plus soucieuse d'exactitude historique.
Hormis quelques chartes et lettres, ainsi que le rouleau des titres funèbres (connus à partir d'une copie arrangée du XVIe siècle, ils sont 178 dans l'édition donnée par la Patrologie latine), un des deux plus anciens documents historiographiques conservés au sujet de Bruno de Reims est une courte notice de 121 mots, contenue dans un catalogue des premiers prieurs de la Grande-Chartreuse, connu sous le nom de Chronique Magister écrit par Guigues Ier, cinquième prieur du lieu :

« Maître Bruno, de nationalité allemande, naquit de parents nobles, dans l'illustre ville de Cologne. Très érudit dans les lettres aussi bien séculières que divines, il fut chanoine de l'Église de Reims dont l'importance ne le cède à nulle autre parmi les églises de Gaule ; puis il y fut maître de l'enseignement. Ayant quitté le monde, il fonda l'ermitage de Chartreuse et le gouverna pendant six ans. Sur l'ordre du pape Urbain II, dont il avait été jadis le précepteur, il se rendit à la curie romaine, pour aider le Pontife de son soutien et de ses conseils dans les affaires ecclésiastiques. Mais il ne pouvait supporter les tumultes et le genre de vie de la curie ; brûlant de l'amour de la solitude naguère abandonnée et du repos contemplatif, il quitta la curie, après avoir même refusé l'archevêché de Reggio auquel il avait été élu par la volonté du pape. Il se retira dans un désert de Calabre dont le nom est La Tour. Puis là, après avoir réuni de nombreux laïcs et clercs, il s'appliqua tant qu'il vécut à la vocation de la vie solitaire. Il y mourut et y fut enseveli, onze années environ après son départ de Chartreuse. »

Il faut également citer l'autobiographie de Guibert de Nogent († 1124), indépendante de la chronique Magister et beaucoup plus détaillée qu'elle, qui décrit longuement la vocation de Bruno de Reims et la vie des premiers chartreux.

## Biographie

### Origines et formation
Bruno serait né à Cologne, en Allemagne, d'une famille de haut rang dont le nom est inconnu (peut-être les Hardefust ?), probablement un peu avant 1030. Il aurait été d'abord chanoine peut-être dans la collégiale Saint-Cunibert dans sa ville natale qu'il quitta assez jeune pour continuer ses études à Reims, ville réputée à l'époque pour son école cathédrale. Pendant une trentaine d'années, Bruno demeure à Reims. En 1057, l'archevêque de Reims, Gervais de Belleme, lui confie en remplacement du chanoine Hermann (ou Herimann, maître réputé qui démissionne de son poste), la direction de l'école dont il avait été l'élève. Il y enseigne les arts libéraux et la théologie. Bruno exerce cette charge d'écolâtre pendant 20 ans. À ce titre, il vit alors dans une certaine aisance matérielle, percevant certainement la dîme.

### Écolâtre à Reims
L'archevêque de Reims, Gervais, meurt en 1067 et est remplacé par un homme sans scrupules, Manassès de Gournay. Celui-ci est plus préoccupé par les biens matériels que par sa charge d'archevêque. Cherchant malgré tout l'estime du clergé, il nomme Bruno chancelier de la cathédrale et directeur de toutes les écoles de Reims (écolâtre), ce qui n'empêche pas ce dernier de dénoncer la simonie de l'archevêque. Bruno en perd ses prébendes et sa fonction de chancelier en 1076-1077 : il est contraint à l'exil. L'attitude de Manassès devient de plus en plus insupportable, à tel point qu'un concile tenu à Autun en 1077 le destitue mais il est réintégré par le pape Grégoire VII. Un concile réuni à Lyon en février 1080 prononce la déposition de Manassès. Cette sentence est confirmée par le pape qui l'excommunie et ordonne au clergé de Reims de chasser l'indigne archevêque et d'en élire un autre à sa place.
De nombreuses personnes pensent alors à l'intègre Bruno pour remplacer Manassès de Gournay sur le siège archiépiscopal de Reims. Mais celui-ci a d'autres projets en tête, ayant formé le dessein de se retirer dans la solitude et la prière avec quelques amis. Il refuse donc le siège qui avait été naguère celui de saint Remi, met de l'ordre dans ses affaires et donne tous ses biens aux pauvres. En 1083, avec deux compagnons Pierre et Lambert, il se rend en Bourgogne auprès de saint Robert de Molesme, pour lui demander l'habit monastique et l'autorisation de vivre une expérience semi-érémitique dans l'ermitage de Sèche-Fontaine, une dépendance de l'abbaye de Molesme. C'est là qu'il se sent attiré par une vraie vie d'ermite propice à la recherche de Dieu alors que ses compagnons se tournent vers la vie cénobitique, construisant un petit établissement qui deviendra prieuré de Molesme.

### Fondateur  de la Chartreuse

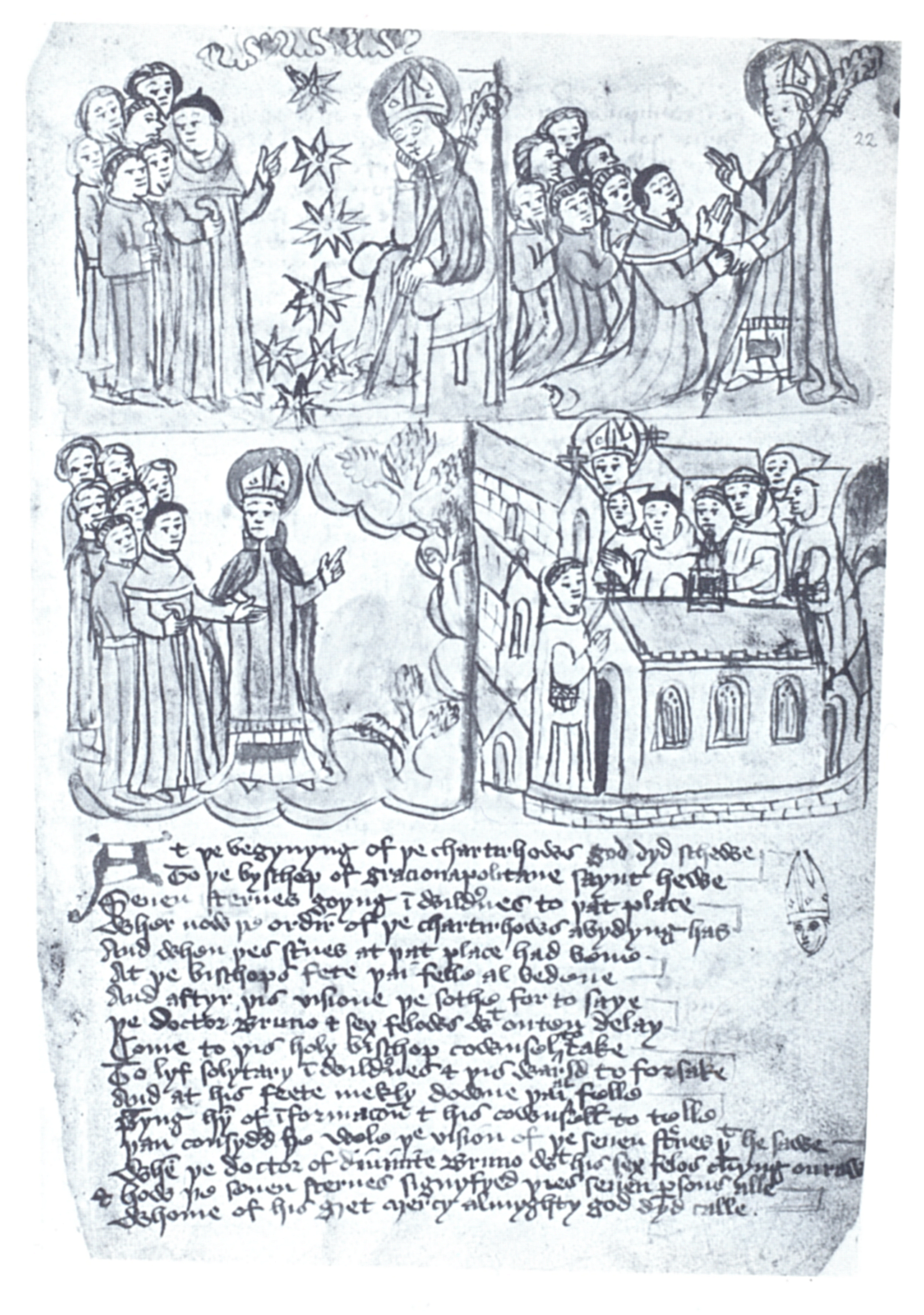
Bruno et ses six compagnons devant l'évêque Hugues de Grenoble dans la Grande Chartreuse (manuscrit du XVe siècle).

Sur le conseil de Robert de Molesme, Bruno se rend au milieu de l'été 1084 avec six compagnons (Landuin, théologien toscan réputé, Étienne de Bourg et Étienne de Die, chanoines de Saint-Ruf en Dauphiné, le prêtre Hugues, André et Guérin, deux laïcs ou convers) auprès d'Hugues de Châteauneuf, l'évêque de Grenoble, qui lui suggère de s'installer juste au-dessus de la ville, dans la solitude sauvage du massif de la Chartreuse où il reste six ans.
Dès 1085, s'y élèvent une première église et un monastère avec cloître et cellules, les moines y vivant isolés dans des demeures individuelles. Ils y mènent une vie semi-cénobitique austère et laborieuse, ne se retrouvent ensemble que pour l'office divin. Ils n'ont pas l'intention de former un ordre dans ce lieu de 15 000 ha qui leur est donné par Hugues de Grenoble en 1086.
En 1090, Bruno est appelé à Rome par le pape Urbain II, un de ses anciens élèves de Reims, qui sollicite ses conseils sur les réformes à entreprendre dans l'Église. Il laisse son successeur Landuin diriger l’eremus, ce dernier parvenant à regrouper les moines qui s'étaient dispersés au départ de Bruno. En 1092, ne pensant qu'à reprendre sa vie d'ermite, Bruno part pour la Calabre où il fonde d'autres ermitages, en premier lieu Santo Stefano del Bosco, secondé par son bras droit Landuin et avec l'accord du comte Roger Ier de Sicile qui fait don de terres à la nouvelle fondation calabraise.
La rencontre miraculeuse de Roger en train de chasser et de Bruno en prière est une légende tardive. De même, le diplôme de fondation octroyé par Roger est un faux selon une majorité d'historiens.

### Seconde fondation en Calabre
Bruno érige en Calabre une seconde fondation cartusienne, l'ermitage Sainte-Marie de la Tour, moins protégée que la première tant géographiquement que de l'influence des seigneurs laïcs. Il meurt dans cet ermitage neuf ans plus tard, le 6 octobre 1101. Son successeur érige le monastère cénobitique Sainte-Marie de la Tour (chartreuse de la Torre) à une centaine de mètres de Santo Stefano del Bosco qui intègre rapidement la chartreuse de la Torre.

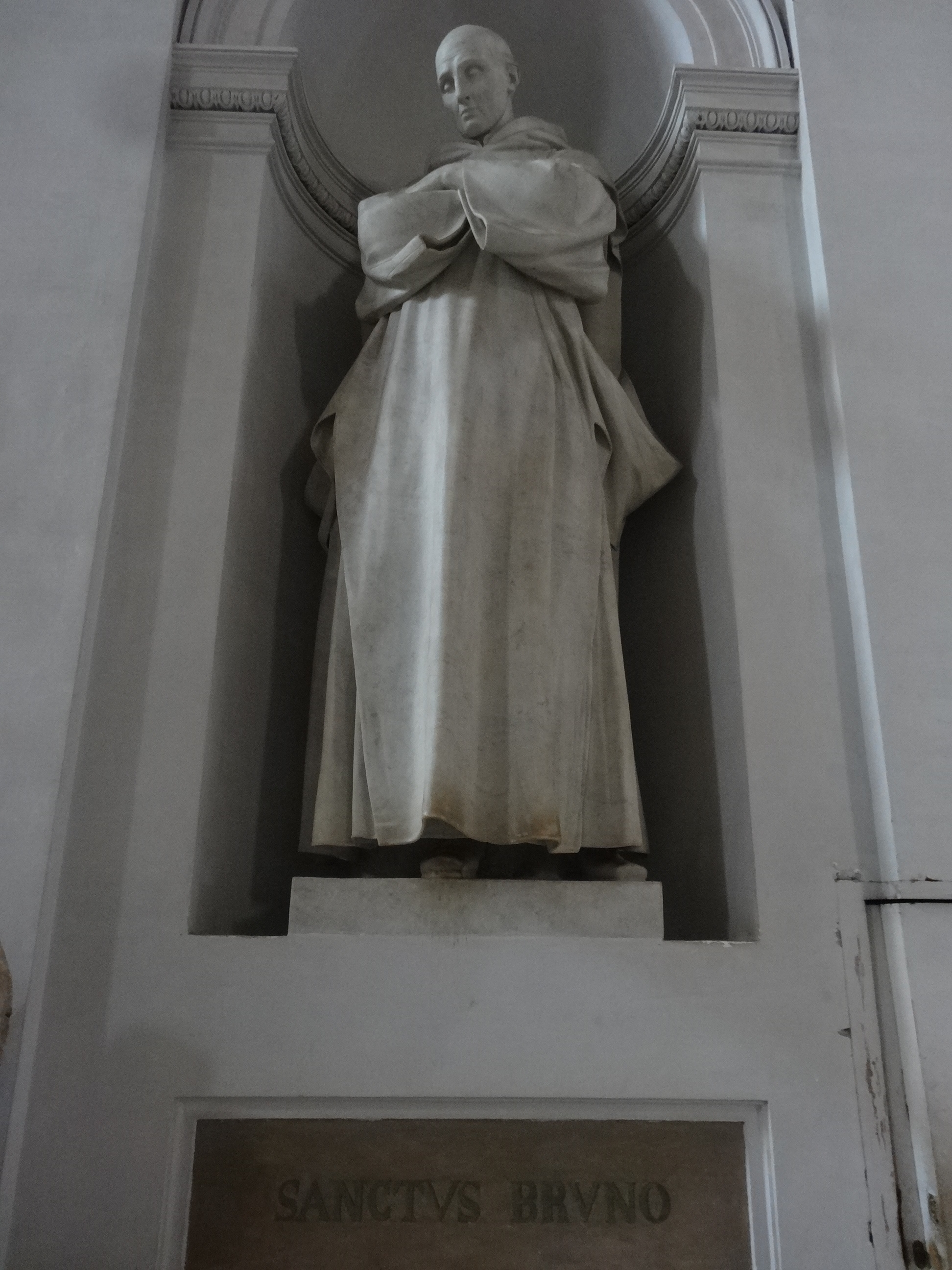
Saint Bruno, œuvre de Houdon. Église Santa Maria degli Angeli, Rome.

Après sa mort, les titres funèbres recueillis en Italie, en France et en Angleterre font écho à la lettre circulaire rédigée par ses compagnons de Calabre, portée par un messager chargé de diffuser la nouvelle. On lui attribue sagesse, douceur et science. L’ordre cartusien s'est édifié à partir de son exemple et des Coutumes consignées par le prieur Guigues, quatrième successeur de Bruno à la Grande-Chartreuse, vers 1125.
En 1192, l'ensemble du complexe monastique Santo Stefano del Bosco passe à l'ordre de Cîteaux et son abbaye de Fossanova, puis tombe en décadence. Le 27 février 1514, les chartreux reprennent possession du site, après qu'une bulle pontificale a ordonné en 1513 la restitution du lieu. Ils refondent la chartreuse de Santo Stefano del Bosco. Avant cette date, le site de Calabre n'entretient aucun lien institutionnel avec les monastères brunoniens de Calabre.

## Écrits
La plupart des écrits attribués à Bruno au XVIe siècle sont apocryphes, à l'exception de deux courtes lettres écrites en Calabre (Lettre à son ami Raoul de Verd, prévot du chapitre de Reims, et lettre à ses fils de Chartreuse) et de la profession de foi prononcée sur son lit de mort.
La critique historique actuelle est incapable de justifier l'attribution qui lui a été faite de deux commentaires bibliques de la fin du XIe et du début du XIIe siècle: celui des Épîtres de saint Paul (dont certaines parties sont citées comme de « Bruno » dès la seconde moitié du XIIe siècle), puis un commentaire continu des Psaumes. Tous deux sont des œuvres, publiées sous son nom à Paris en 1509 pour le commentaire des épîtres pauliniennes, et à Paris en 1524 pour celui des Psaumes, voir aussi Cologne 1611 et 1640). Elles étaient inconnues des auteurs chartreux du Moyen Âge. C'est à tort qu'on répète encore aujourd'hui que le commentaire des Psaumes a été publié en 1509.
On trouve dans sa lettre à son ami Raoul le Verd l'essence de sa conception de la vie contemplative et érémitique : 
- Tout ce que la solitude et le silence du désert apportent à leurs amoureux d’utilité et de plaisir divins, seuls le savent ceux qui l’ont goûté.
- Ici les hommes ardents peuvent autant qu’ils veulent rentrer en eux-mêmes et y demeurer ; faire pousser vigoureusement les vertus et se nourrir avec délice de fruits du paradis.
- Ici on recherche activement cet œil dont le clair regard blesse l’époux d’amour, l’amour pur et transparent qui voit Dieu.
- Ici nous presse un loisir fort occupé et nous nous immobilisons en une tranquille activité.
- Ici pour la peine du combat Dieu donne à ses lutteurs la récompense attendue : la paix qu’ignore le monde et la joie dans l’Esprit Saint.

## Souvenir et vénération

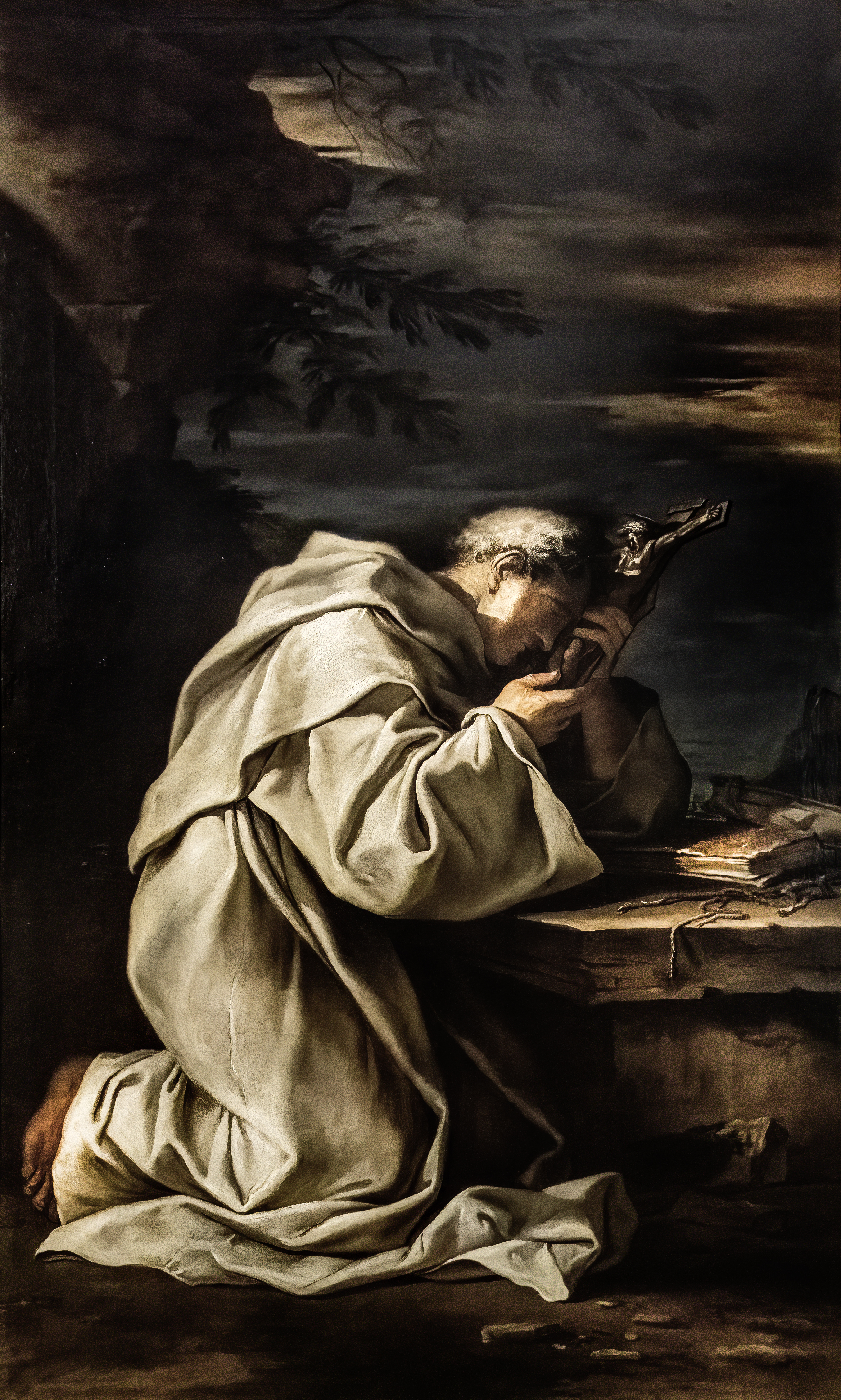
Bruno le Chartreux par Salvator Rosa 3e quart du XVIIe, Museo civico di Santa Caterina à Trévise.

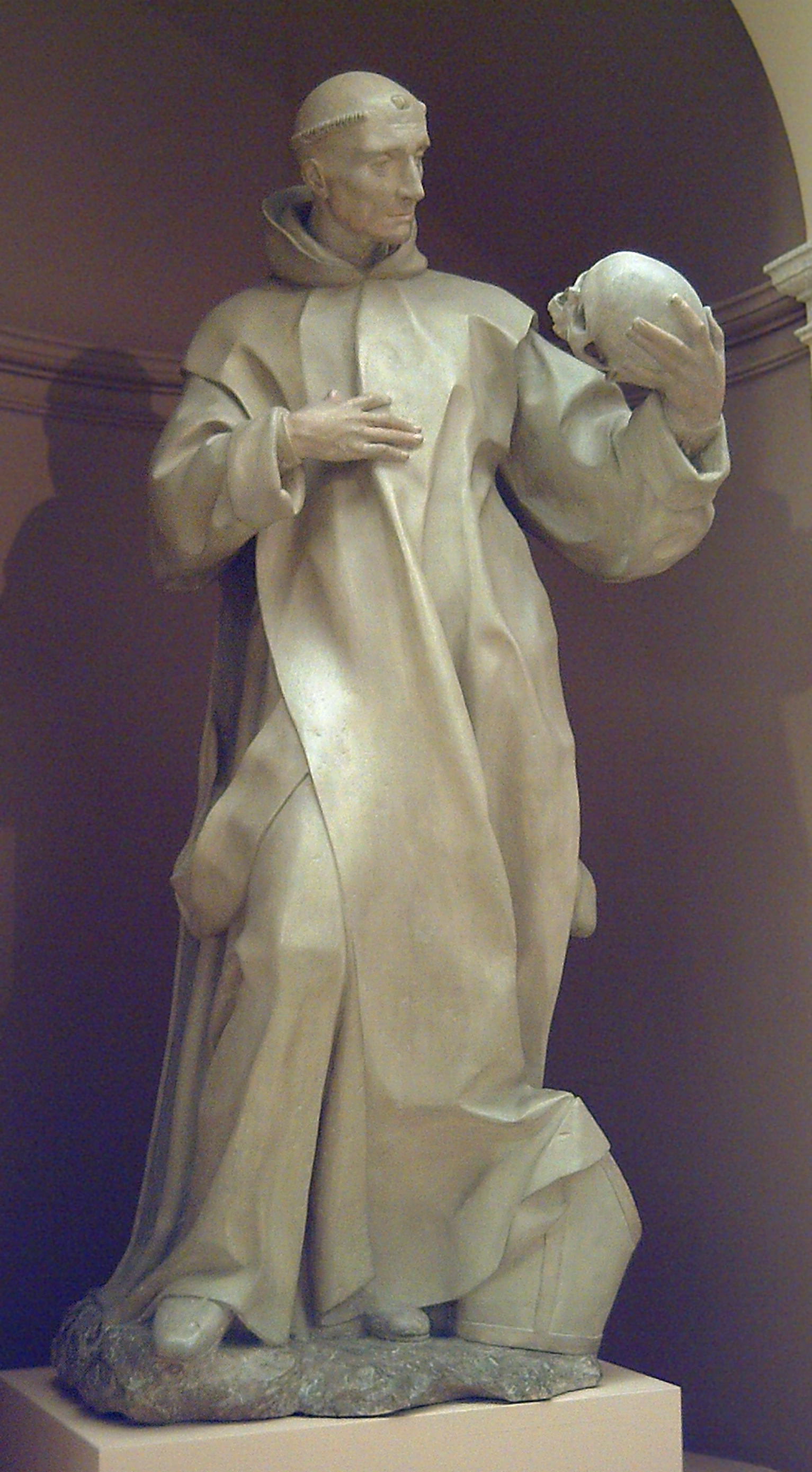
Saint Bruno, par Manuel Pereira, 1652. Real Academia de Bellas Artes de San Fernando, Madrid.

### Canonisation
Le fondateur de l'Ordre des moines ermites n'a pas été formellement canonisé (une procédure datant de quelques siècles seulement). Cependant, en 1514, à la suite de l'installation des Chartreux sur le site de l'ermitage de Calabre où Bruno était mort, l'ordre obtint oralement du pape l'autorisation de célébrer le culte liturgique de son fondateur, dont les reliques venaient d'être inventées dans l'église de l'ermitage, la redécouverte du corps placé sous le dallage de l'église participant alors du souci historiographique de l'ordre. Aucun acte pontifical n'a été établi à cette occasion. Mais le cardinal protecteur de l'Ordre des Chartreux, dans un acte daté du 19 juillet 1514 (Invention de reliques), donna à l'ordre l'assurance qu'il avait obtenu du pape « par oracle de vive voix » l'autorisation pour les chartreux de célébrer la mémoire liturgique de saint Bruno. Sa première biographie imprimée, la Vita Sancti Brunonis, primi institutoris ordinis cartusiensis (Vie du bienheureux Bruno), écrite par Dom François II prieur de la Grande Chartreuse, est éditée chez l'imprimeur bâlois Johann Amerbach en 1515 et connaît une large diffusion. 
Aucune bulle ou document pontifical conservé ne vient attester cette autorisation, transmise à l'ordre par le Révérend Père Dom François Dupuis, auteur d'une vie de saint Bruno. L'approbation tacite de l'Église sans passer par le procès en canonisation, puis son inscription au calendrier liturgique universel, à l'occasion des réformes du concile de Trente, en constitue une confirmation équivalente. C'est pourquoi les canonistes parlent à son sujet de canonisation équipollente.

### Communautés se réclamant de saint Bruno

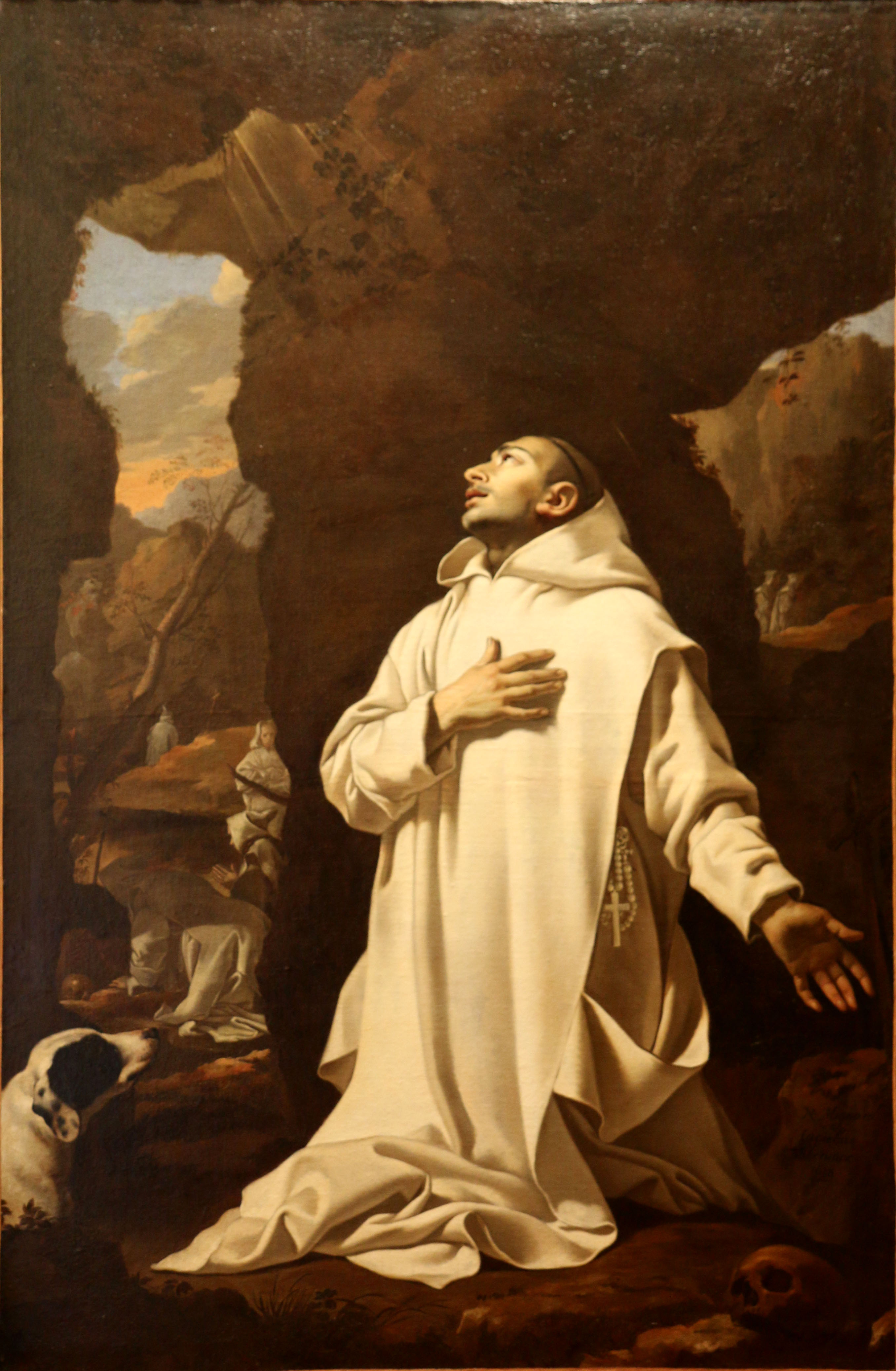
Nicolas Mignard, Saint Bruno en prières (1638), musée Calvet.

Depuis le dernier tiers du XXe siècle, la famille des disciples de saint Bruno ne se limite plus à l'ordre des moines et des moniales chartreux. Plusieurs formes de vie nouvelles se réclamant de l'esprit de saint Bruno ont vu le jour. On distingue les formes de vie qui portent la marque d'une continuité historique avec la première fondation de Chartreuse, et les communautés nouvelles, de droit local, qui se réclament du modèle cartusien, que leurs fondateurs et formateurs soient ou non issus de l'ordre des Chartreux. Ces dernières se caractérisent par une forme de vie semi-érémitique et des tendances liturgiques orientalisantes qui n'ont pas de lien direct avec le charisme cartusien :
- Communautés issues en ligne directe du monachisme cartusien primitif et fondées par des moines chartreux :
  - L'ordre des Chartreux, de droit pontifical ;
  - La chartreuse de Sélignac, ancien monastère de l'ordre cartusien, devenu maison de retraites spirituelles, encadrée par des laïcs sous le patronage de l'ordre cartusien[23].

- Communautés nouvelles, se réclamant de l'inspiration de saint Bruno :
  - Famille monastique de Bethléem, de l'Assomption de la Vierge et de saint Bruno ;
  - La Fraternité de la Nouvelle Jérusalem[24].

### Iconographie
- En 1935, le clocher de Sainte-Marie d’en-Haut à Grenoble qui menace de s'effondrer est démonté. Il arborait une imposante statue de la Vierge et supportait sur ses flancs les sculptures des saints protecteurs de Grenoble : saint Bruno, saint Hugues, saint Ferjus et saint François de Sales. Mais ces quatre sculptures disparurent, seule celle de François de Sales a été retrouvée en 2007 rue Thiers, dans le jardin de la clinique des Bains qui fermait ses portes[25].

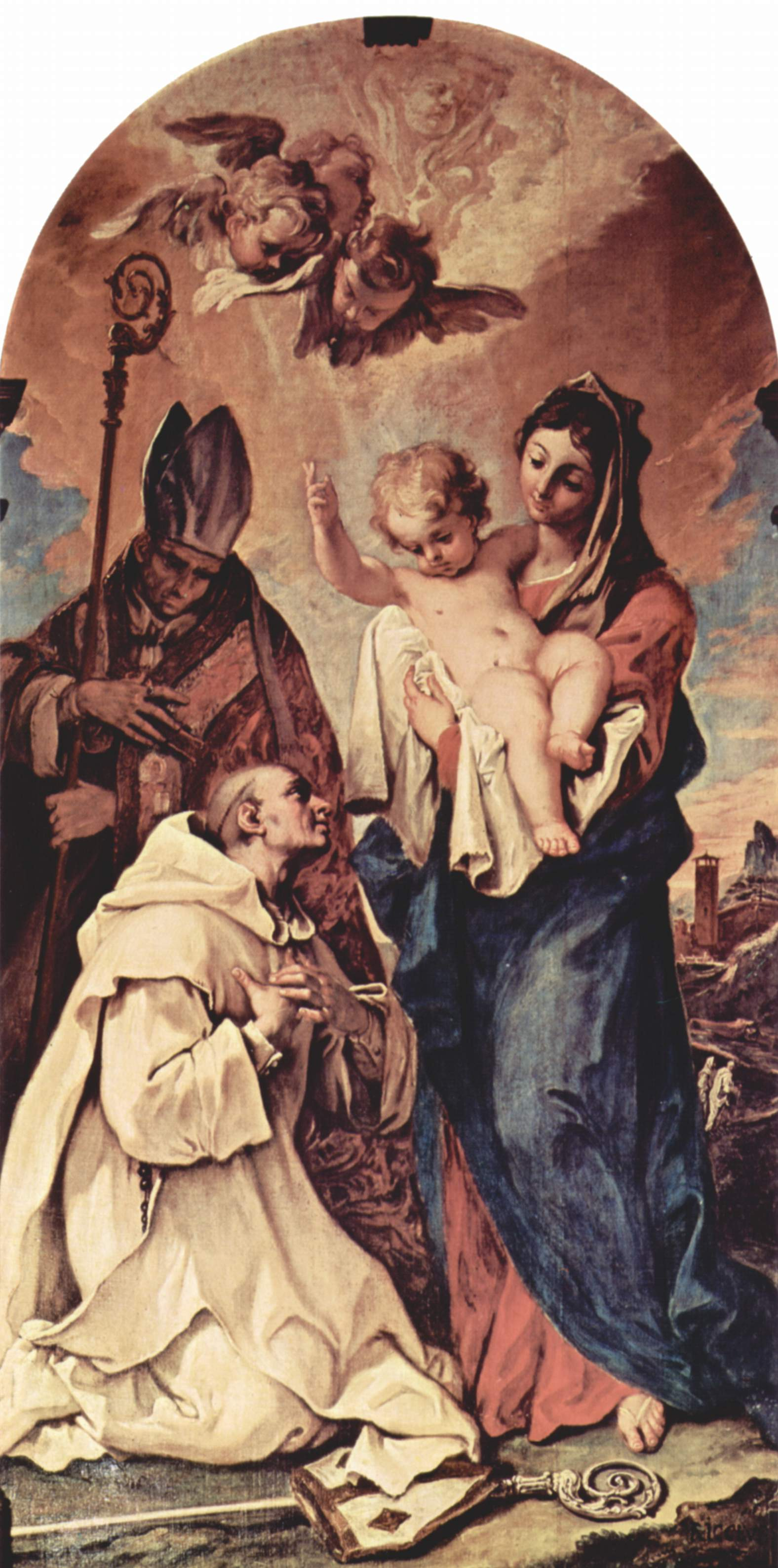
Vierge et l'Enfant apparaissant à saint Bruno
Sebastiano Ricci, 1725-1730
Chartreuse de Vedana, Sospirolo.

### Écrits de saint Bruno
- Lettres et profession de foi de saint Bruno, dans Laporte (Maurice, chartreux), éd., Les lettres des premiers chartreux, Paris, Cerf, 1988 (Sources chrétiennes 88).

### Vies de saint Bruno
- François Du Puy (Dom François II), Vita Sancti Brunonis, primi institutoris ordinis cartusiensis, Bâle, Ed. Amerbach, 1515
- Bernard Bligny, Saint Bruno, le premier chartreux, Rennes, éd. Ouest-France, 1984.
- Ange Helly, Petite vie de Saint Bruno, éd. Desclée de Brouwer, 1990.
- Maurice Laporte, Aux sources de la vie cartusienne. Éclaircissements concernant la vie de saint Bruno (vol. 1) et Traits fondamentaux de la Chartreuse (vol. 2, surtout le ch. VII : fondations érémitiques, pp. 263-344), Grande Chartreuse (dactylographié), 1960 [ouvrage fondamental qui a renouvelé l'historiographie brunonienne].
- G. M. Posada, Maître Bruno, Père des Chartreux, Biblioteca de Autores Cristianos, Madrid, 1980. Traduit de l'espagnol par Roland Quencez dans Analecta Cartusiana.
- (es) G. M. Posada, San Bruno – Biografia y Carisma, in Biblioteca de autores cristianos, 2001.
- André Ravier, Saint Bruno, le Chartreux, Paris, éd. P. Lethielleux, 1981, 2e éd.
- Guillaume d'Alençon, Saint Bruno, la solitude transfigurée, l'œuvre, 2011.

### Études
- André Ravier, Le Premier ermitage de chartreuse juin 1084 - 30 janvier 1132, Correrie de la Grande Chartreuse, 2001, 2e éd.
- André Louf, Saint Bruno (art.), dans Documents-Episcopat (Bulletin du Secrétariat de la conférence des Évêques de France), no 12, sept. 2001.
- O. Moeris, De la chaire d'enseignement à l'ermitage - Itinéraire historique et spirituel de saint Bruno, Université catholique de Louvain, mémoire de fin d'étude, 2003.
- Martin Morard, Le Commentaire des Psaumes et les écrits attribués à saint Bruno le Chartreux : codicologie et problèmes d’authenticité, dans Bruno et sa postérité spirituelle (référence ci-dessous), Salzbourg, 2003, p. 21-39.
- Martin Morard, « Chronique d’histoire cartusienne », Revue Mabillon, n. s., t. 20 (= t. 81), 2009, pp. 271-282.
- Georges Bideau, Saint Bruno fondateur de l'ordre des Chartreux, éd. Eise, Collection : Nos Amis les Saints, 1958.
- Annick Peters-Custot, Bruno en Calabre : histoire d'une fondation monastique dans l'Italie normande : S. Maria de Turri et S. Stefano del Bosco, Rome, École française de Rome, coll. « Collection de l'École française de Rome », 2014 (ISSN 0223-5099)
- Jean Dufour, « Le rouleau des morts de saint Bruno », Comptes rendus des séances de l'Académie des Inscriptions et Belles-Lettres, vol. 147ᵉ année, no 1,‎ 2003, p. 5-26. (lire en ligne)